# Chrysonotomyia mira
Chrysonotomyia mira är en stekelart som först beskrevs av Girault 1934.  Chrysonotomyia mira ingår i släktet Chrysonotomyia och familjen finglanssteklar. Inga underarter finns listade i Catalogue of Life.